# Limenitis falcipennis
Limenitis falcipennis är en fjärilsart som beskrevs av Hans Fruhstorfer 1915. Limenitis falcipennis ingår i släktet Limenitis och familjen praktfjärilar. Inga underarter finns listade i Catalogue of Life.